# الكديف (الحديدة)

تعديل مصدري - تعديل

الكديف هي إحدى قرى مديرية الخوخة، التابعة لمحافظة الحديدة اليمنية، بلغ تعداد سكانها 1633 نسمة حسب الإحصاء الذي أجري عام 2004.